# مطبخ تونسي

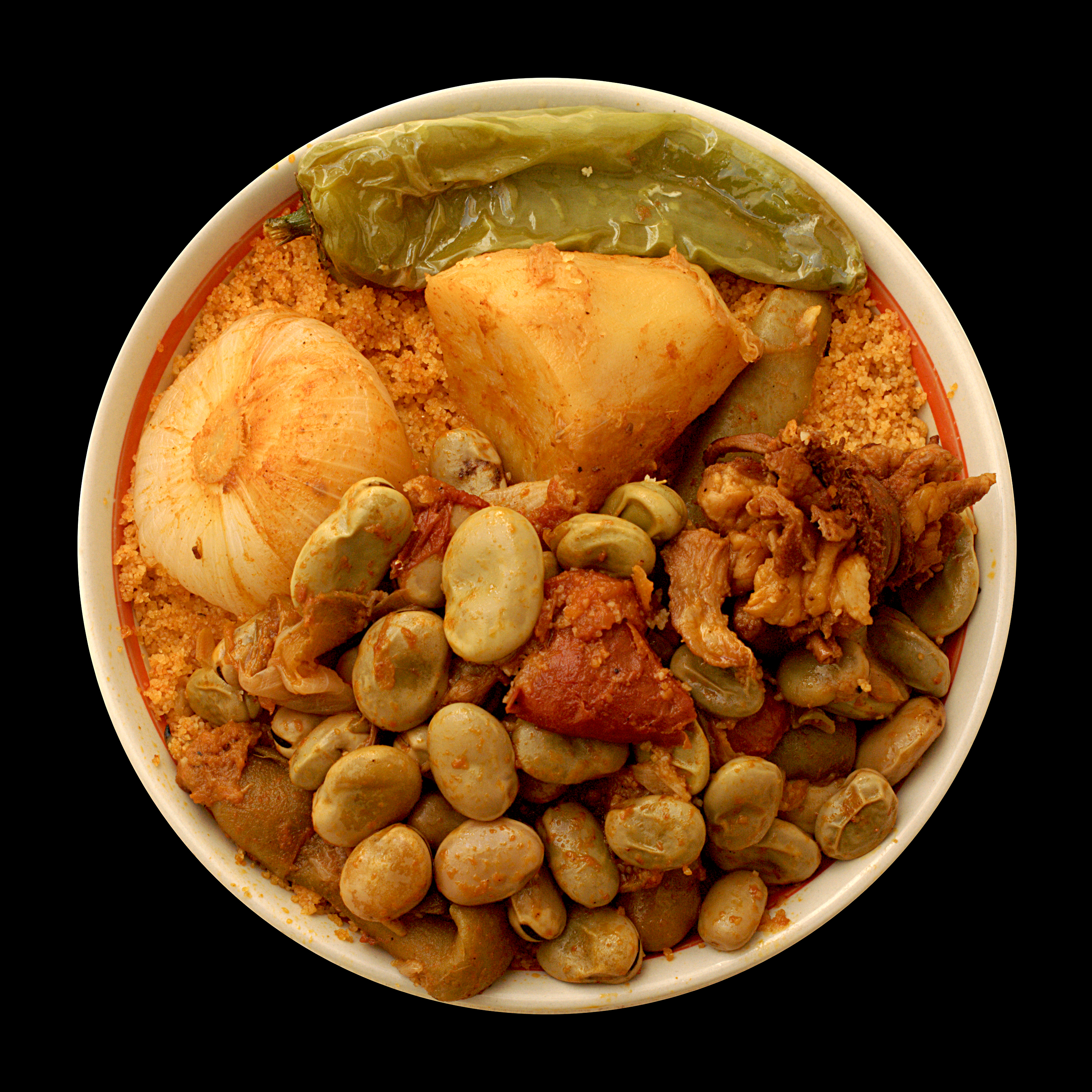
كسكسي بالخضار والقديد

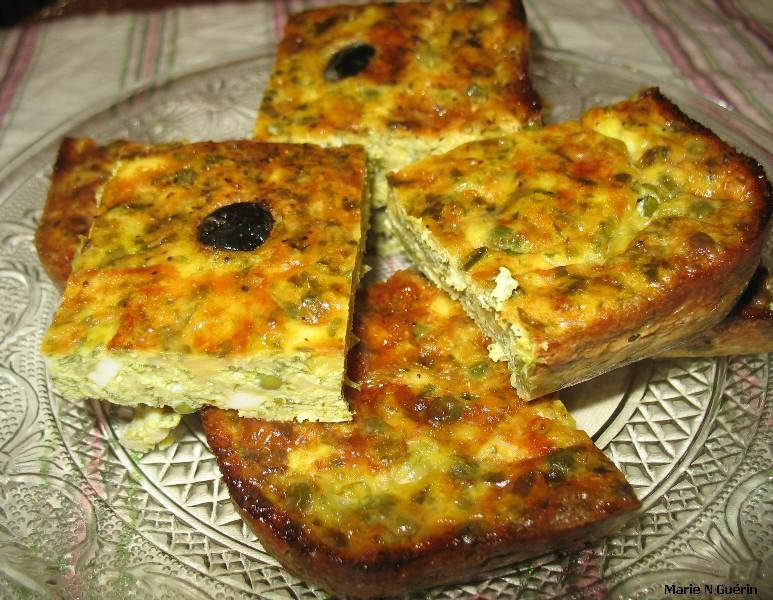
طاجين

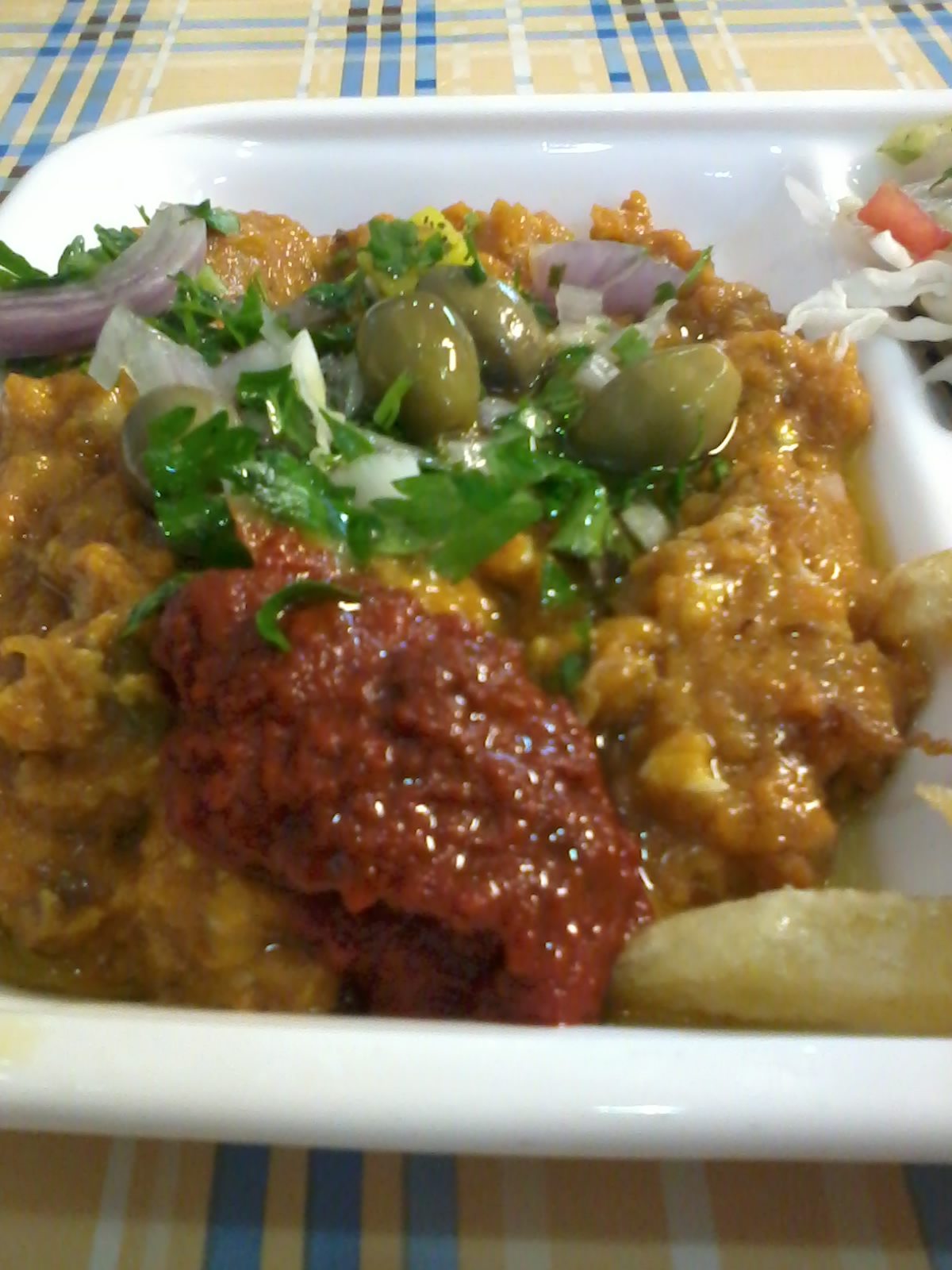
كفتاجي من أشهر الأكلات التونسية

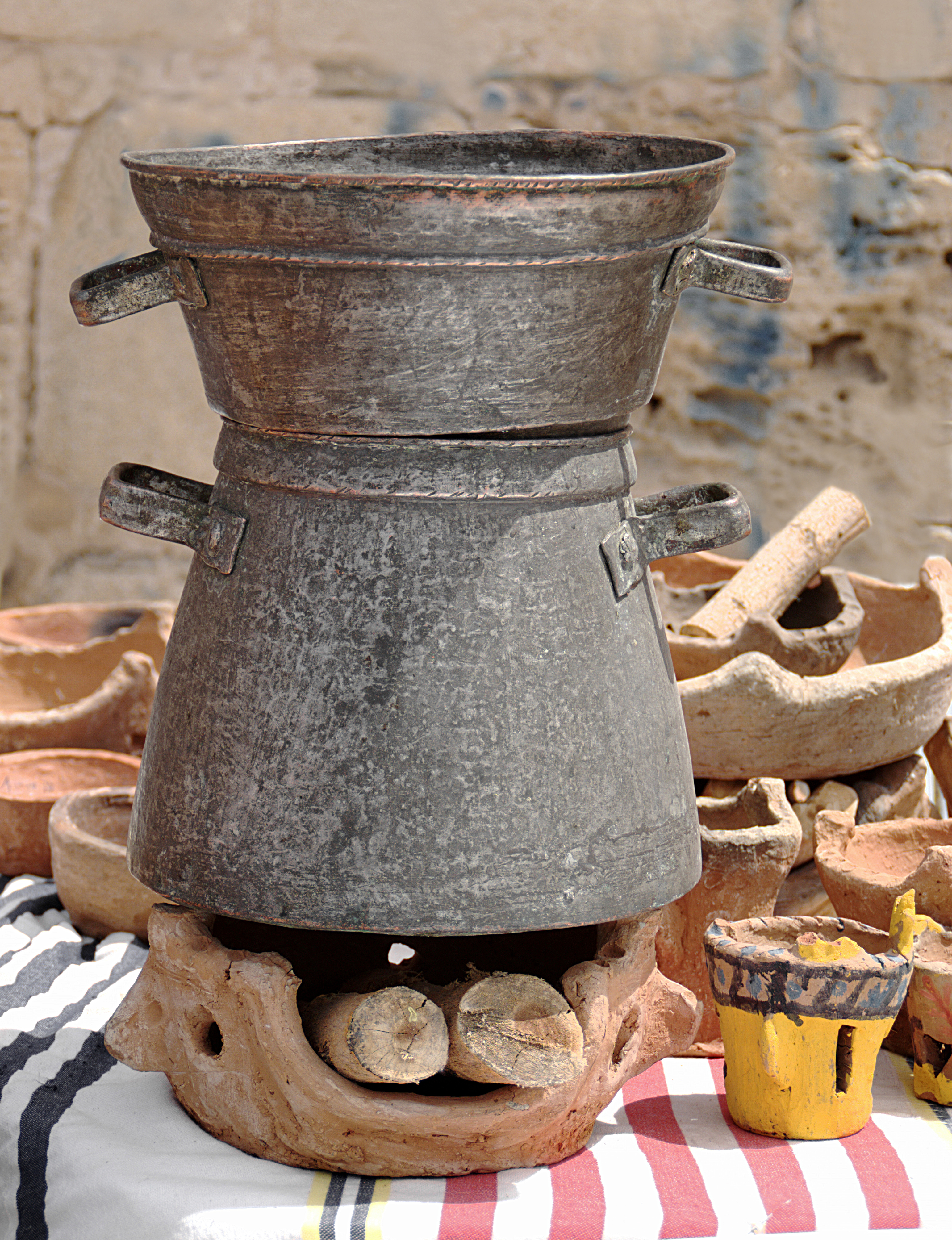
آنية طبخ الكسكسي على الطريقة التقليدية

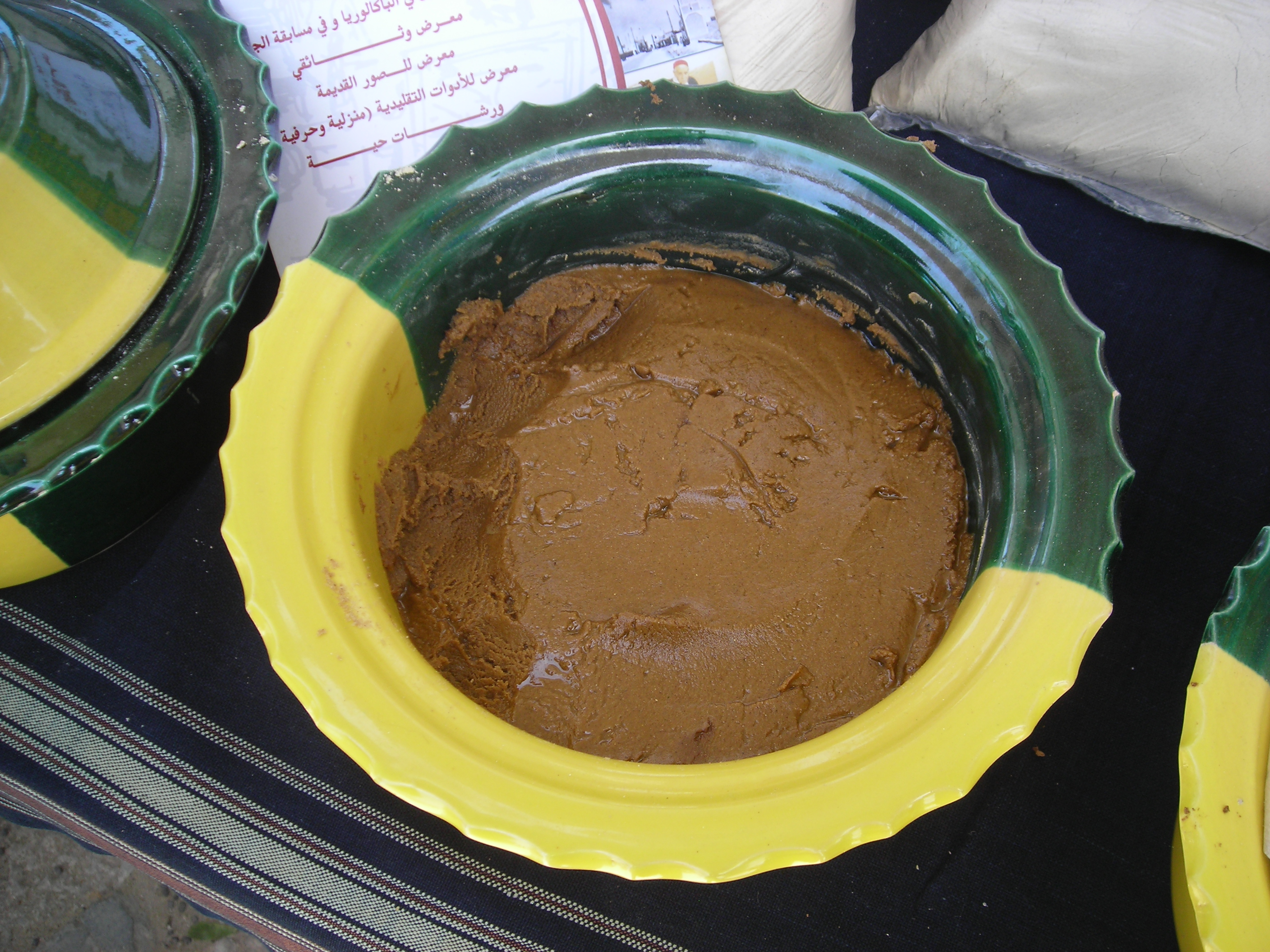
بسيسة

المطبخ التونسي هو أسلوب الطّبخ المتّبع لدى الشّعب التونسي، يعد جزءًا من المطبخ المغاربي المطبخ المتوسطي. و هو خلاصة ثقافات عديدة بربرية، قرطاجية بونيقية ، عربية، يهودية، تركية، ايطالية، وثقافات أخرى[من؟].

يعتمد الطبخ التونسي أساسا على الهريسة، التابل، زيت الزيتون، الفلفل الأحمر الحار، القديد، طحين القمح،لحم الضأن، الثوم، و الأسماك و العديد من الخضروات والتوابل الأخرى. يقدم المطبخ التونسي ما يعرف باسم «مطبخ شمسي» يعتمد بشكل كبير على زيت الزيتون، والبهارات، والطماطم، وأنواع الأسماك، واللحوم.

يعد الخبز عنصرا أساسيّا في المطبخ التونسي، إذ أنّه يكون مصاحبا لجميع الأطباق تقريبا وعادة ما يتمّ استعماله بالغمس لتناول المرق.

## الأطباق

### الأطباق الأكثر شعبيّة
- الكسكسي : يعد الطبق الوطني التقليدي في تونس ومن الممكن تحضيره بأشكال مختلفة بلحم الخاروف بلحم الضّأن والخضار أو بالسّمك(المناني) أو بالدّجاج أو بالقدّيد أو بالعصبان
- اللبلابي
- التسطيرة
- الكفتاجي
- العجة التونسية

### أنواع السّلطات
- سلطة مشوية : هي عبارة عن خضار طماطم وفلفل وبصل مشوية ومن ثم يتم طحنها مع بعضها وإضافة البهارات.
- سلطة أمك حورية
- السّلطة التونسية التقليدية (الخضراء)
- سلطة الأرز
- سلطة الفجل
- سلطة الخيار
- سلطة بطاطا بالأنشوة
- سلطة بلانكيت
- سلطة مسموطة
- سلطة سكورية

### أنواع الحساء
- شربة الفريك
- المحمّص يكون عادة بالخضار، القدّيد، لحم الضّأن أو 'الدّبابش' (العدس والفول المجفف والحمص) .
- الحلالم تكون عادة بالفول أو بالخضار، القدّيد، لحم الضّأن أو 'الدّبابش"(العدس والفول المجفف والحمص) .
- البرودو وهو حساء متكوّن من الخضار .
- المدمّس
- برغل جاري
- رشتى
- دويدة وهو حساء فيه عجين ( بالفرنسية Cheveux d'ange) .
- 'حسو' و هو حساء يطبخ بالطحين و أوراق النعناع المجفف و توضع فيه كريات من اللّحم المفروم حسب الاختيار .

### أنواع المرق
- ملوخية
- مدفونة
- مرقة بطاطا
- مرقة لوبياء
- مرقة خضرة
- مرقة جلبانة
- قناوية
- مرمز
- شمنكة
- مرقة مالح
- كمونية
- كباب
- مرقة حلوة
- مرقة ببوش
- مرقة زعرة

### أطباق أخرى
- روز جربي
- نواصر
- مقرونة بالصالصة
- مُقلي
- شكشوكة
- عجة

### الموالح
- بريك : هو نوع من أنواع الأكلات تصنع من غشاء رقيق يحيط بحشوة، أشهر الأنواع هو بريك البيض، حيث تحشر بيضة كاملة في عجينة مثلثة الشكل مع بصل مقطع، تونة، هريسة، كبر، وبقدونس. أنواع أخرى من البريك تتضمن بريك التونا، اللحم، الدجاج مع البيض المقلي والهريسة.
- طاجين : يحضر على نار خفيفة ولساعات عدة، مما يؤدي إلى انفصال اللحم عن العظم وتمازج نكهة الخضروات باللحم والمرق. للغطاء مقبض يُمكن بيد واحدة رفعه بسهولة لإضافة المكونات أو التوابل أو المرق إذا لزم الأمر.[3]
- عين سبنيورية
- الفلفل المحشي
- قرع محشي

### المعجنات
- مطبقة
- خبز ملاوي
- فريكاسي
- خبز مبسس

## الحلويات
- البقلاوة
- بقلاوة الباي
- المقروض، وهو اختصاص مدينة القيروان
- غريبة الحمص
- غريبة الدرع
- كعك الورقة
- كعك العنبر
- الزلابية
- المخارق
- محشي تطاوين
- الصمصة
- اليويو
- قرن الغزال
- هريسة حُلوة
- عصيدة الزقوقو
- بوزة درع
- البسيسة
- بلوزة
- كعابر باللوز
- حلقوم
- كعك قليبية

## المشروبات

### المشروبات السّاخنة
- شاي بالصنوبر(البندق) أو باللوز .
- قهوة تركية
- ترنجية
- شاي أحمر بالفول السوداني

### المشروبات الباردة
- المشروبات الغازيّة مثل بوڨا .
- الروزاتا وهي مشروب أبيض اللون ويخلط مع الماء.
- اللاقمي مشروب يُستخرَج من النخيل

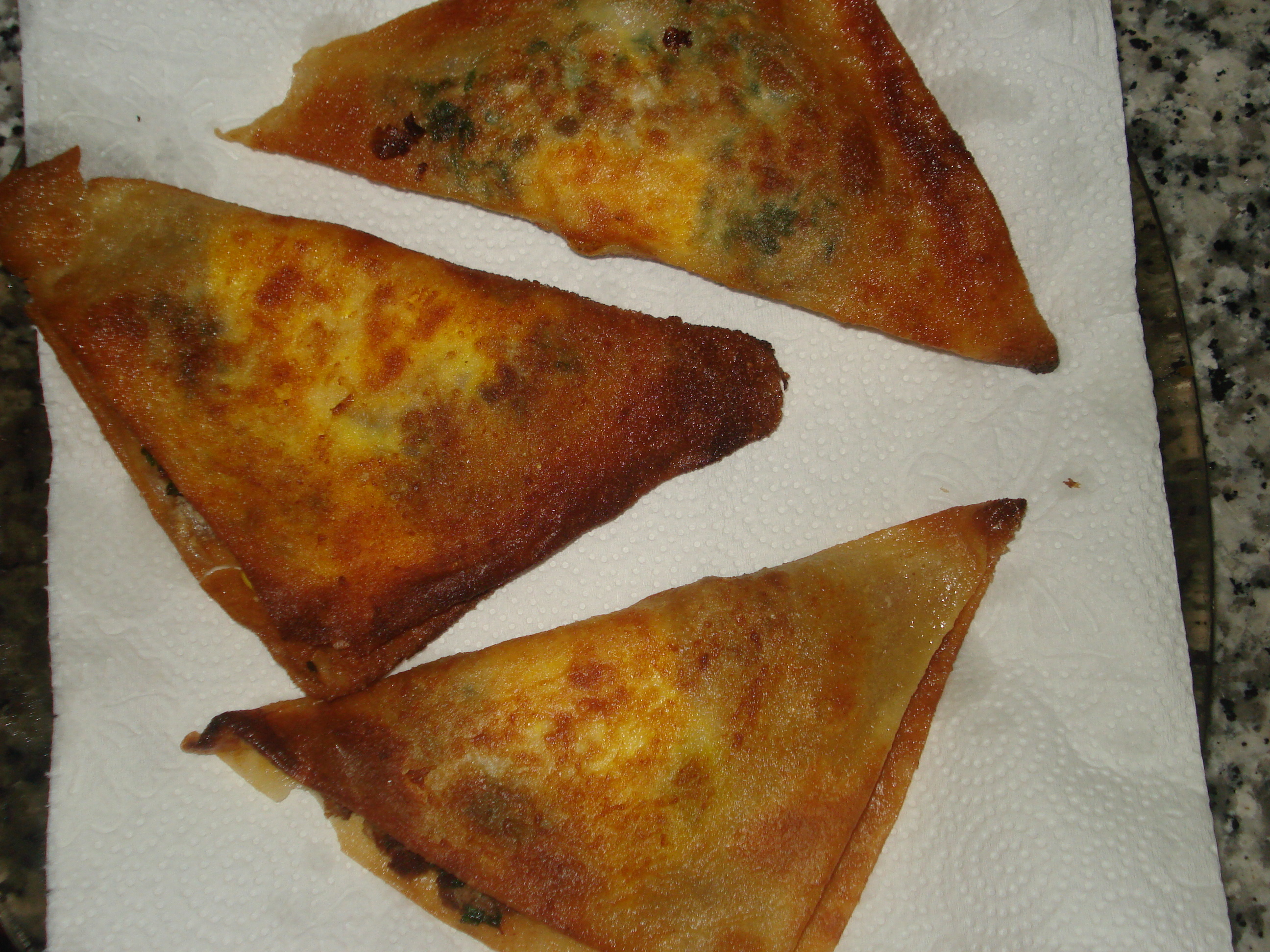
البريك (طبق)
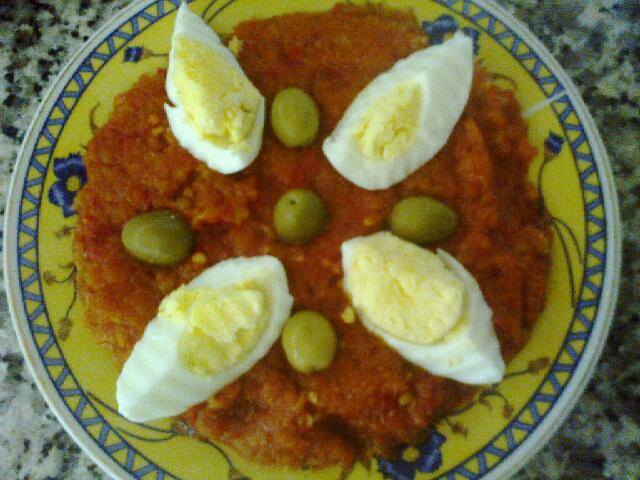
سلطة أمك حورية
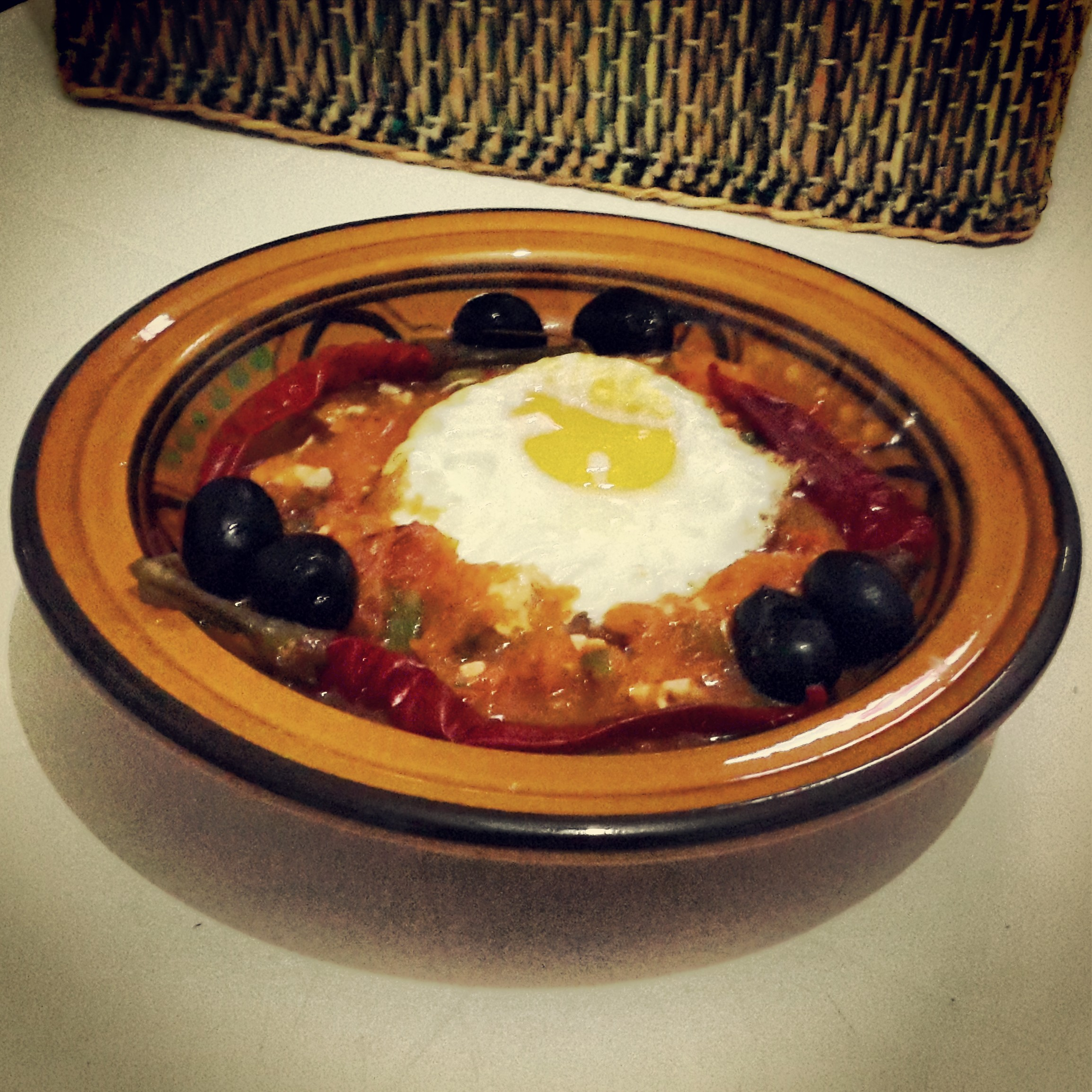
تسطيرة
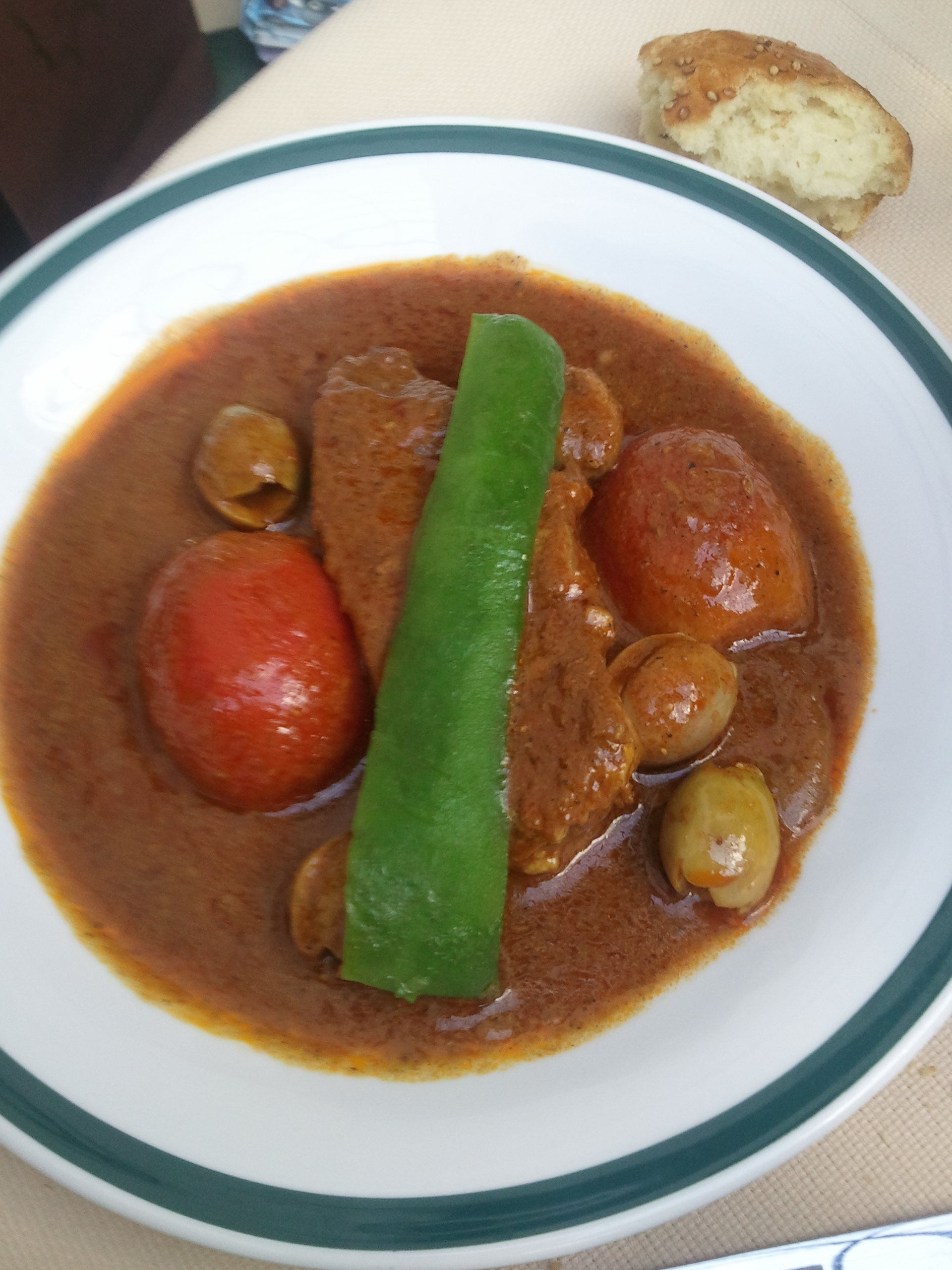
مرمز
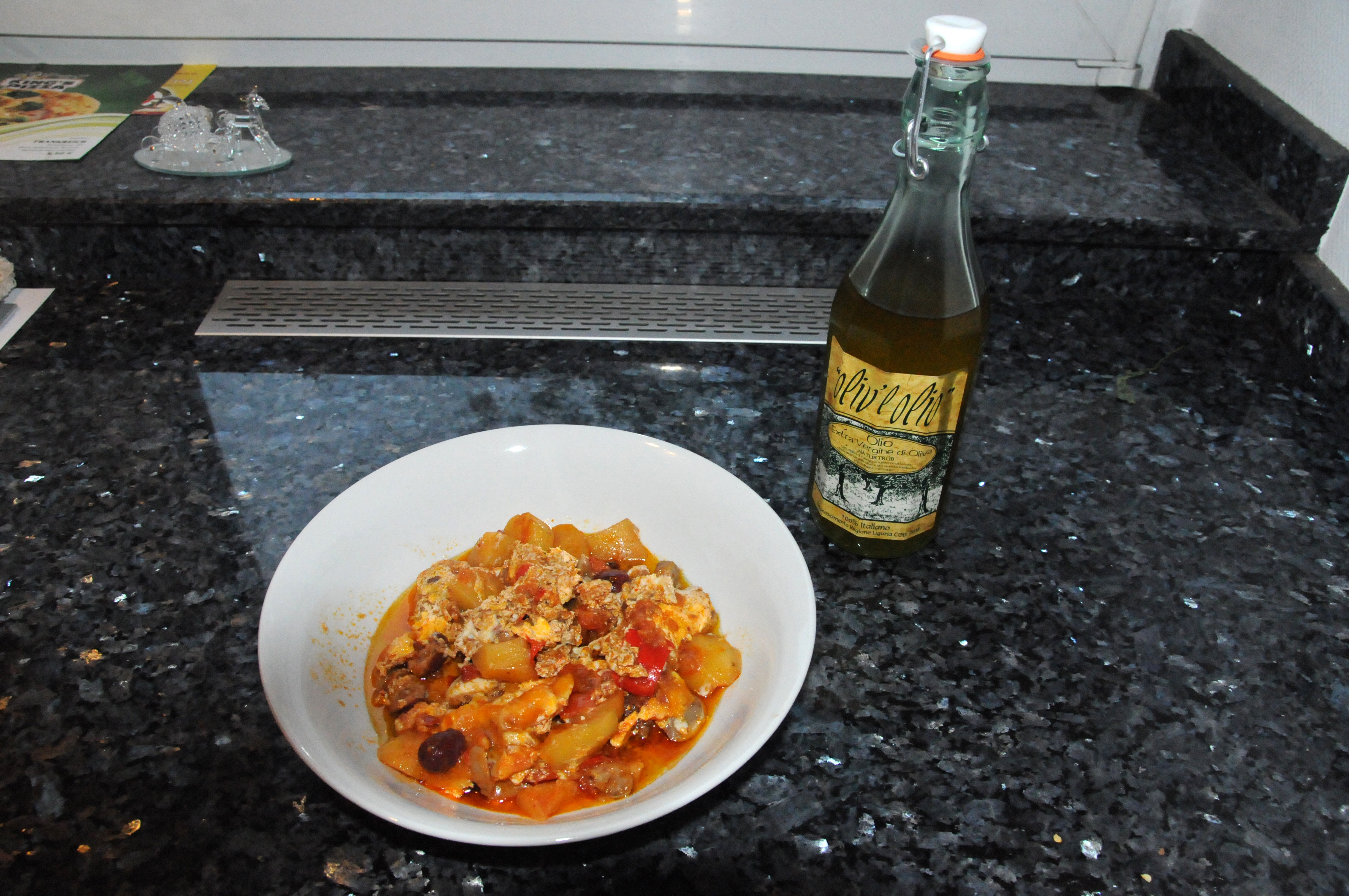
شكشوكة بالبطاطا
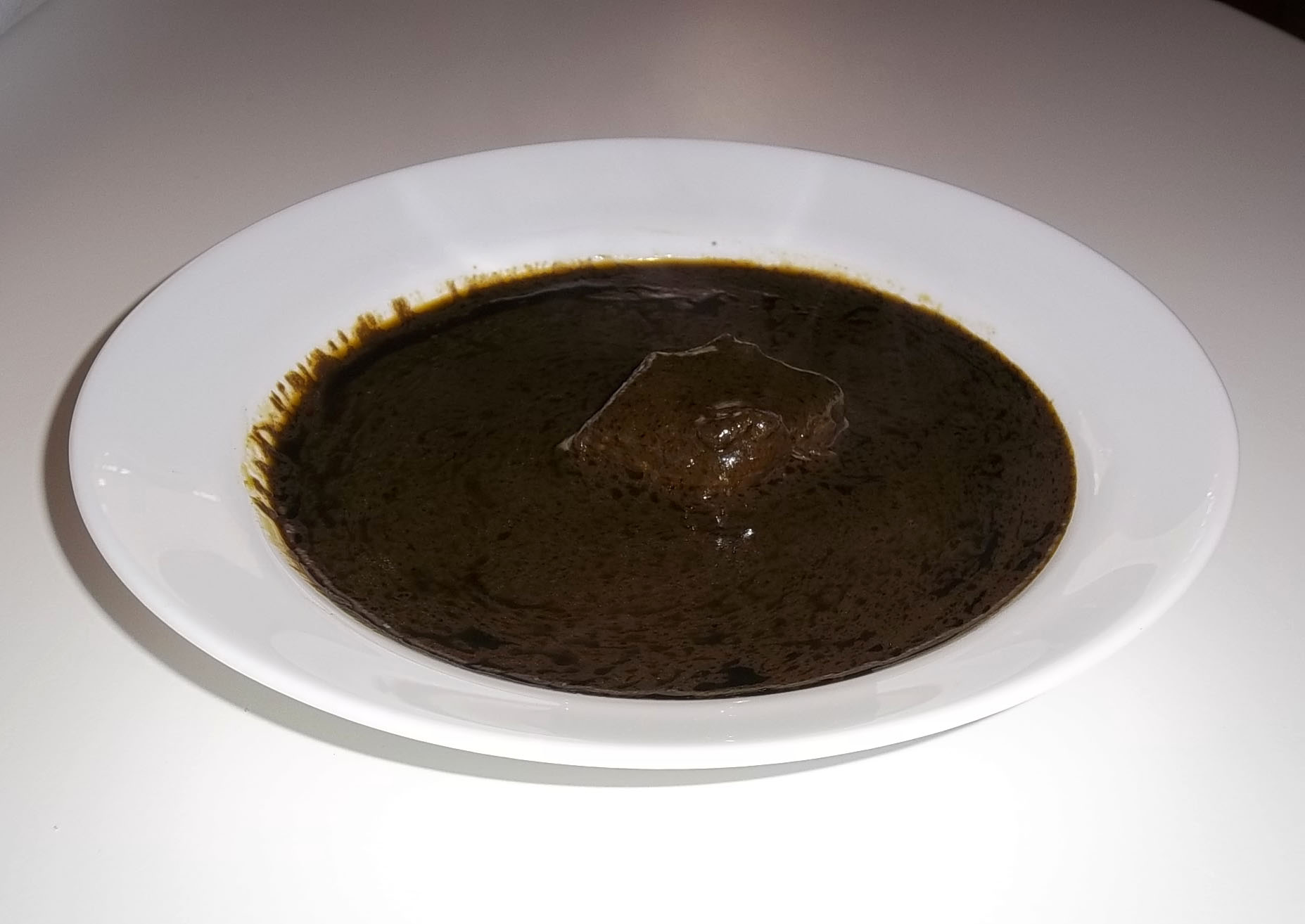
ملوخية (طعام)
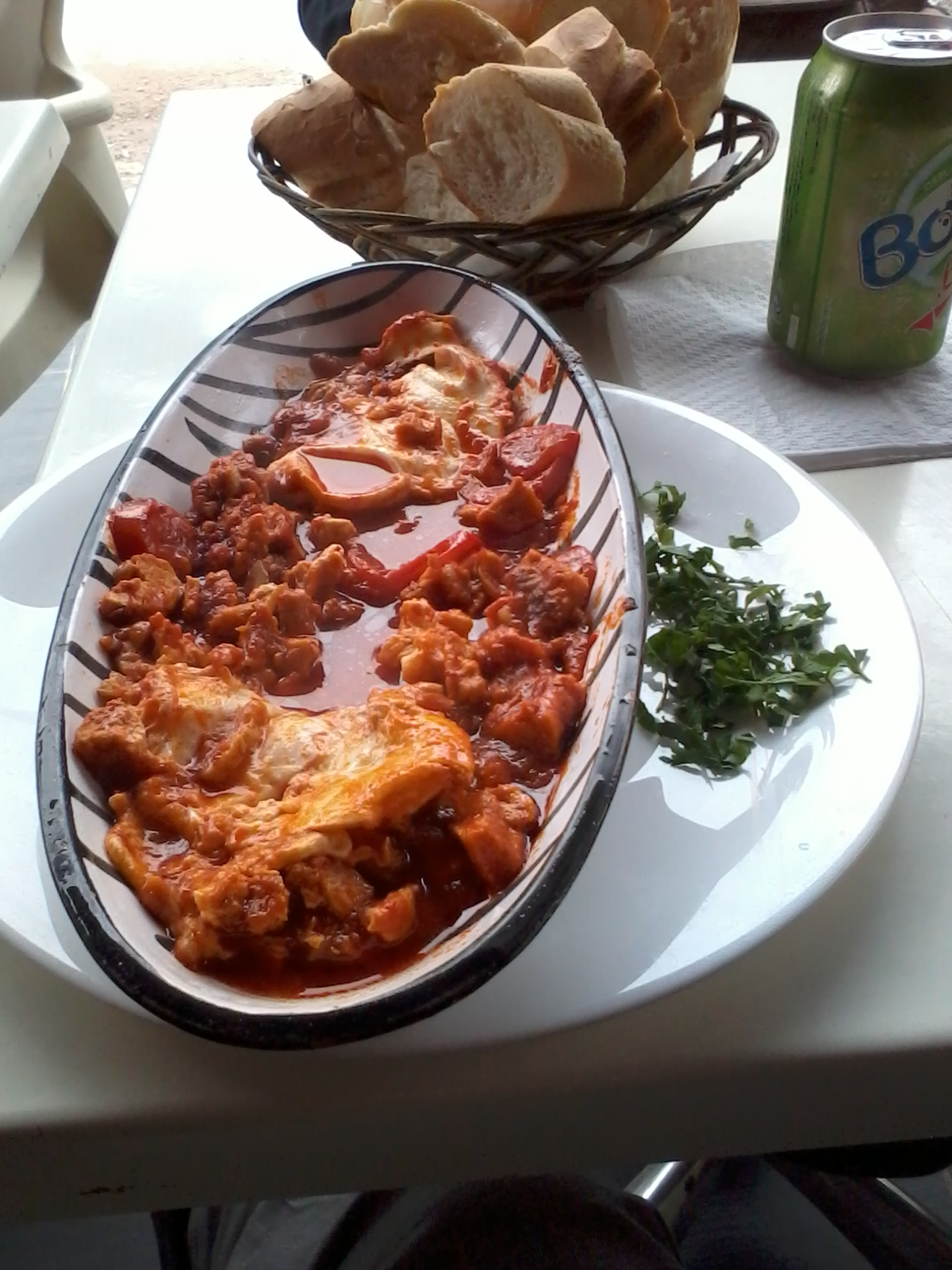
عجة تونسية
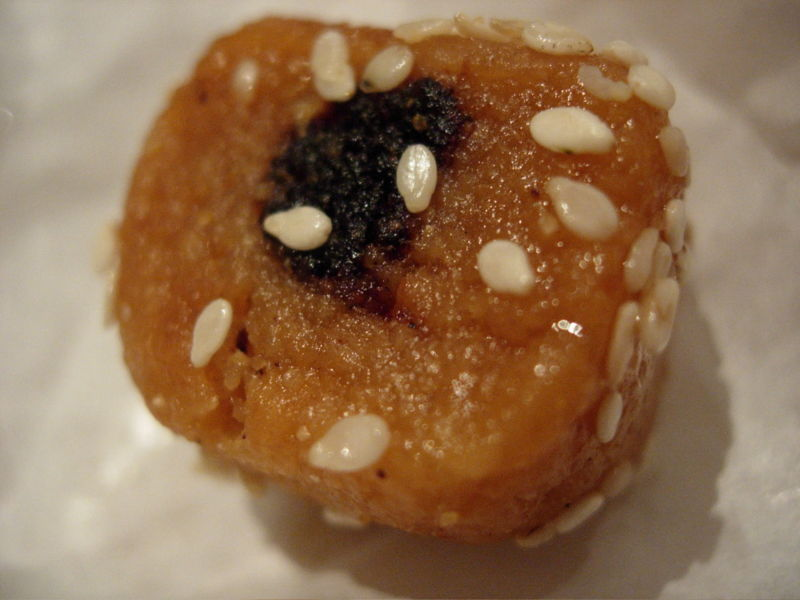
مقروض تونسي
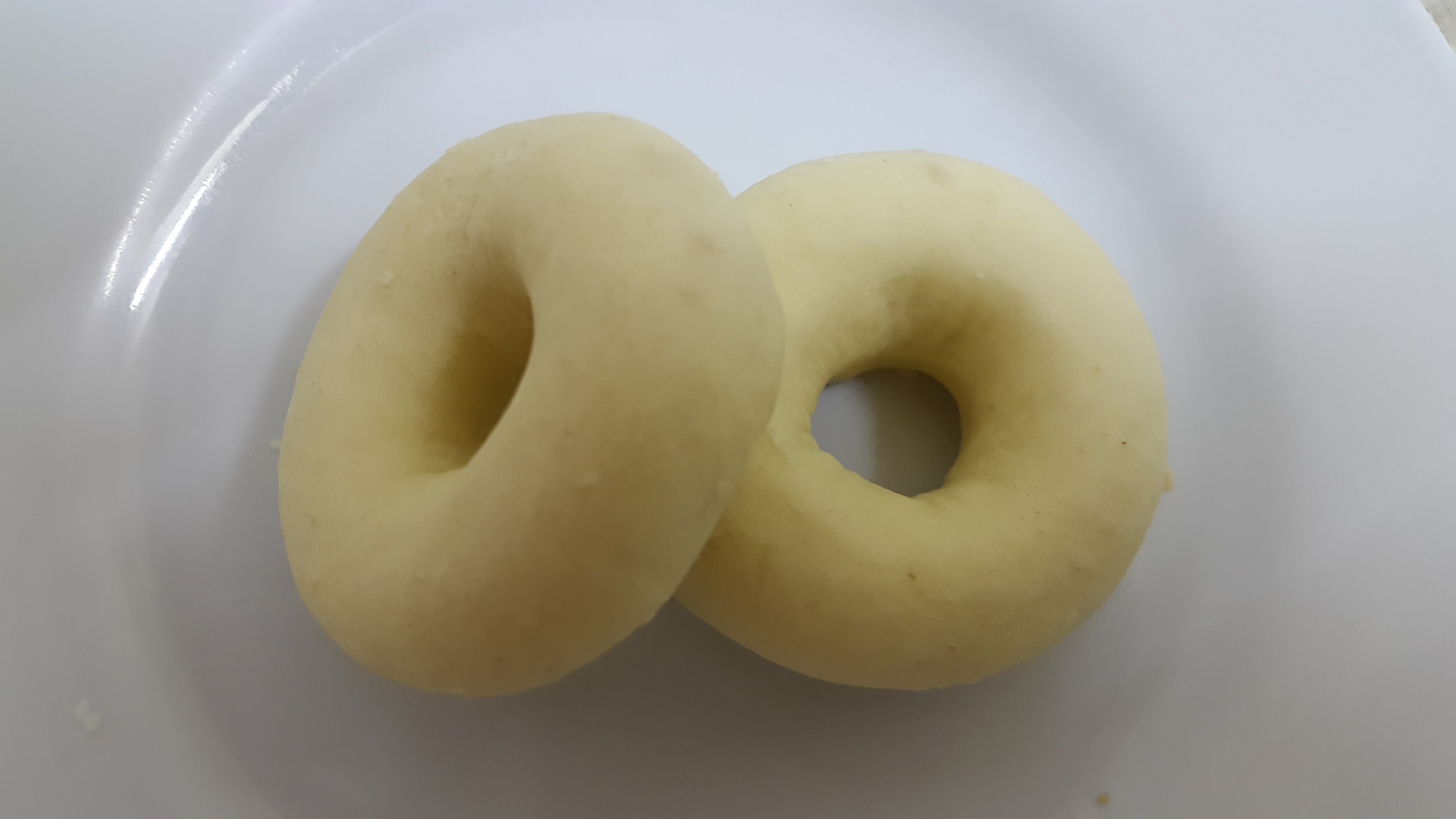
كعك ورقة
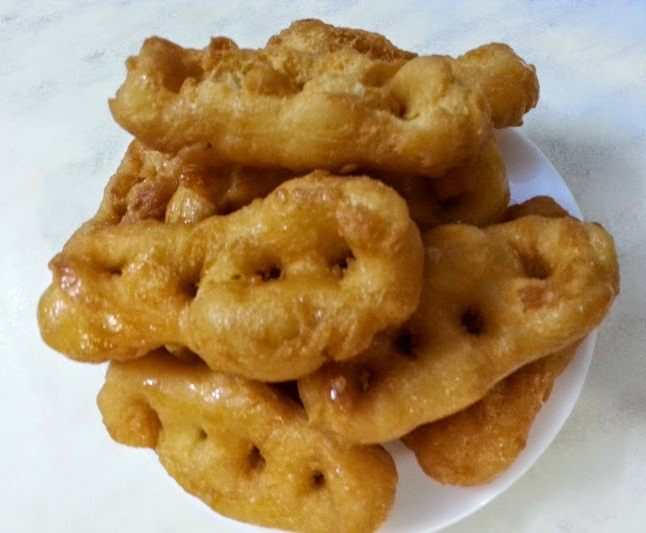
مخارق
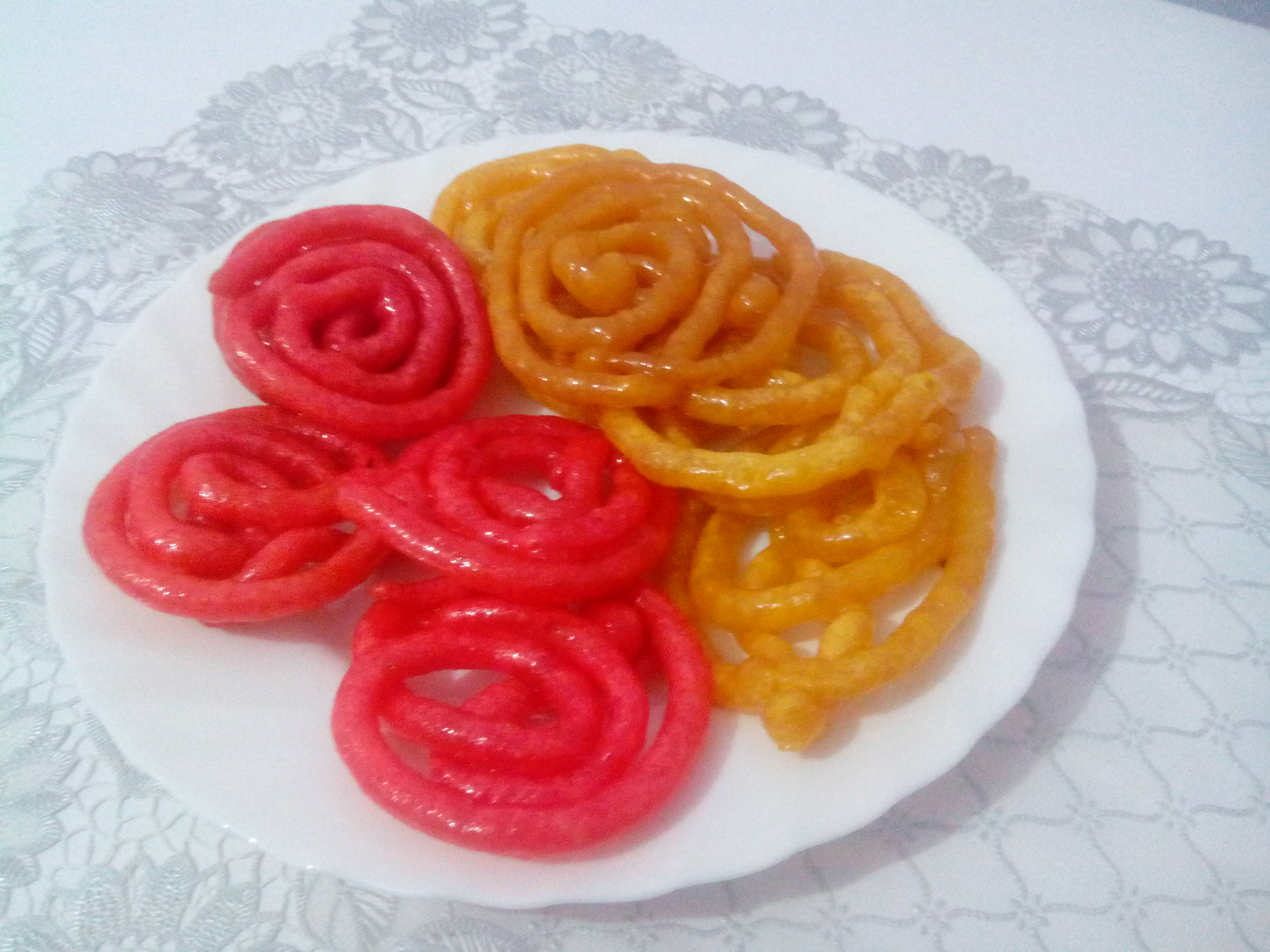
زلابية
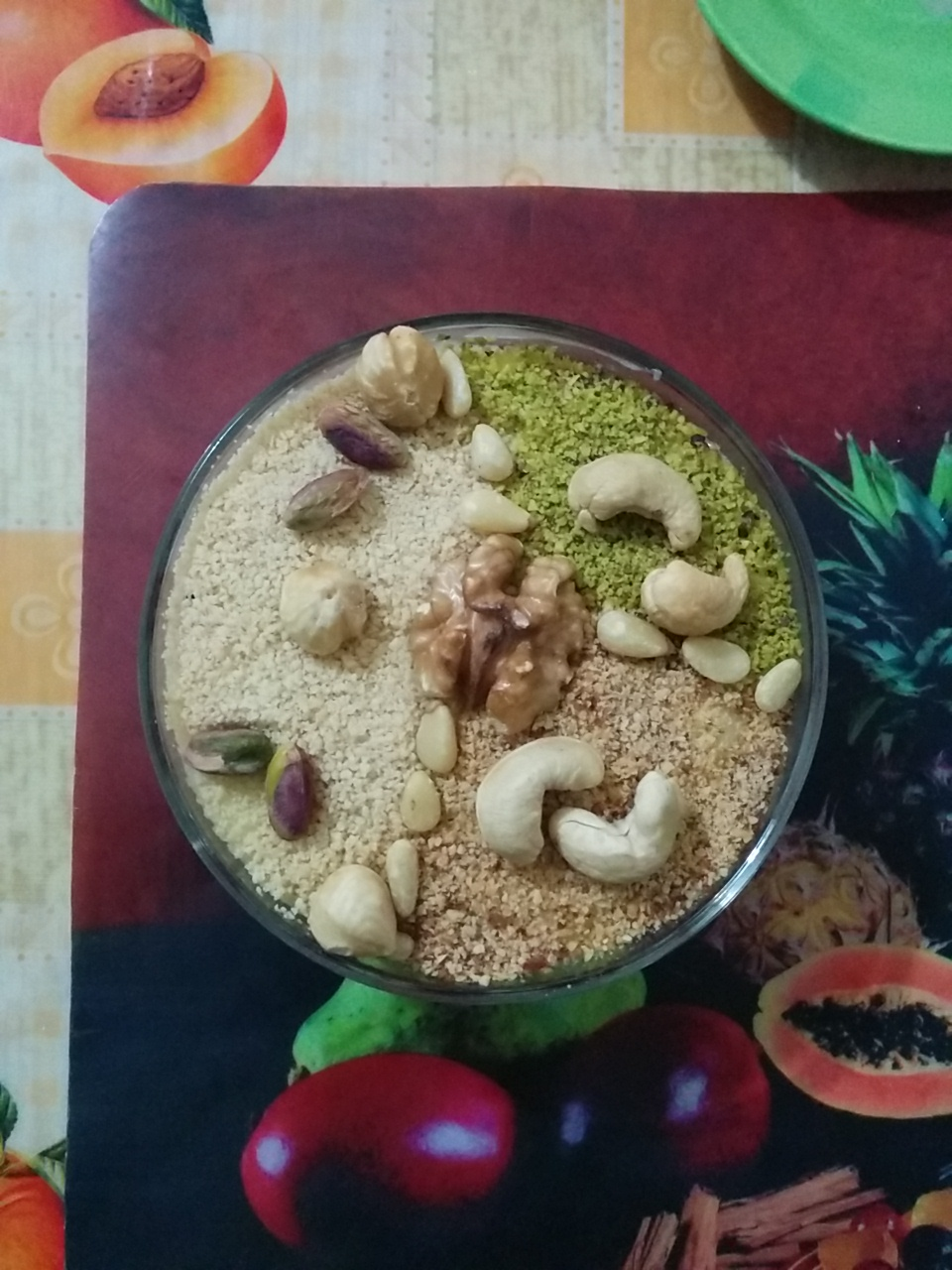
عصيدة الزقوقو
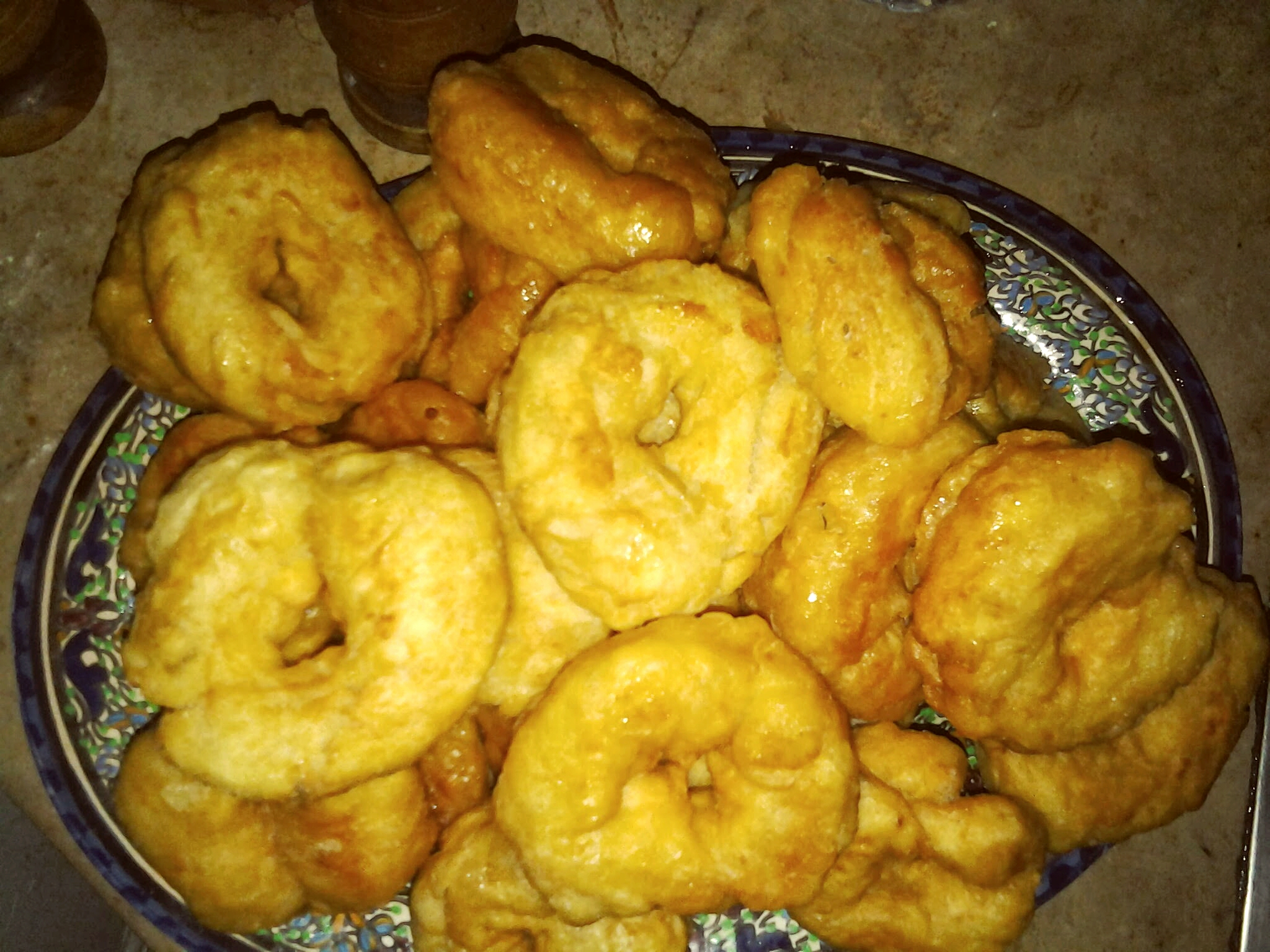
حلوى اليويو الأشبه اللقيمات
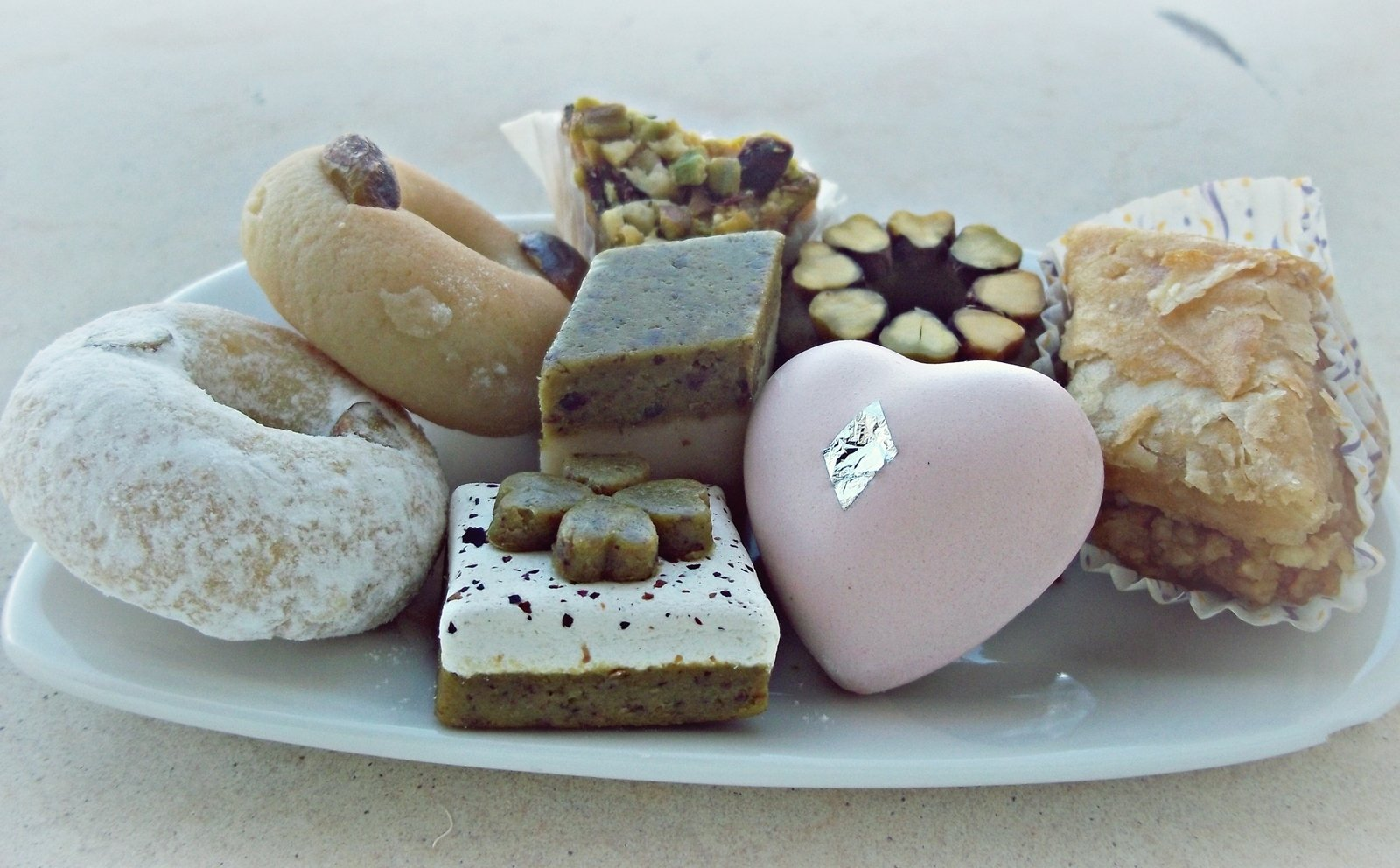
حلويات تونسية مثل غريبة وبجاوية تونسية